# Azul (cratère)
Pour les articles homonymes, voir Azul.
Azul est un cratère d'impact de 19,53 km de diamètre situé sur Mars dans le quadrangle d'Argyre. Il a été nommé en référence à la ville d'Azul en Argentine.